# Kościół Stefana w Laryszowie
Kościół Stefana w Laryszowie – kościół parafii ewangelickiej w Laryszowie. Znajduje się przy ul. Wolności.

## Historia

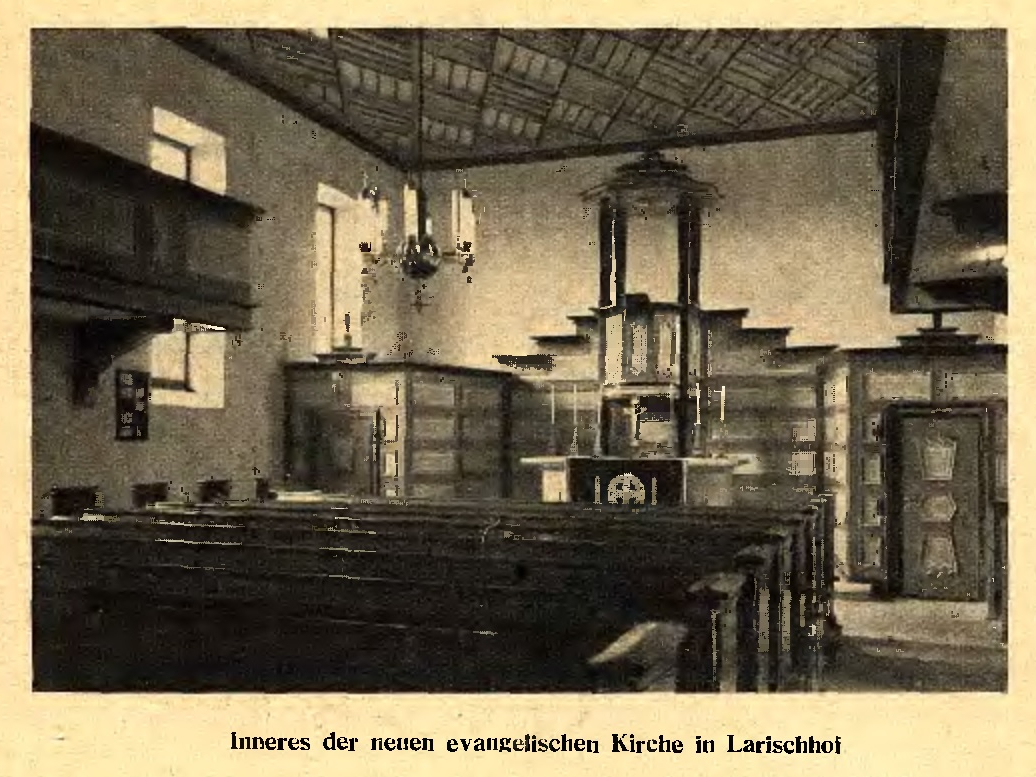
Wnętrze kościoła w 1929 roku

Z powodu plebiscytu z 1920 wierni z Laryszowa, chcąc udać się na nabożeństwo do swojej parafii w Tarnowskich Górach, musieli przejść przez granicę. Te kłopoty spowodowały, że starano się o dostanie pozwolenia na budowę świątyni w Laryszowie. Około 200 mieszkańców miejscowości było wówczas wyznania ewangelickiego.
Decyzję o budowie podjęto 11 października 1927. 8 lipca 1928 roku poświęcono kościół im. Stefana.
Ks. Dorda, proboszcz parafii w latach 1983–2000 odnowił kościół w środku i zewnętrznie.
Przed budową świątyni, stworzono w miejscowości cmentarz.
W 2025 roku świątynię wpisano do rejestru zabytków nieruchomych województwa śląskiego